# Storyboard artist
Een storyboard artist (soms story artist of visualizer genoemd) maakt storyboards voor reclamebureaus en filmproducties.

## Werk
Een storyboard artist visualiseert verhalen en schetst frames van het verhaal. Snelle potloodtekeningen en marker renderingen zijn twee van de meest voorkomende traditionele technieken, hoewel tegenwoordig vaak Adobe Illustrator, Adobe Photoshop, Storyboard Pro, en andere storyboard toepassingen worden gebruikt. De digitale camera is een van de nieuwste technieken bij het maken van storyboards.
De meeste storyboard artists beginnen en eindigen hun werk op de computer met behulp van software en digitale potloden of een grafisch tableau. Storyboard artists kunnen foto's gebruiken om beelden te maken, waarbij stockfoto's of foto's die speciaal voor het project zijn gemaakt, digitaal worden samengevoegd tot een fotografische weergave, een zogenaamde fotovisual.
Voor speelfilms kiezen sommige filmmakers, regisseurs en producenten ervoor om clipart computerprogramma's te gebruiken om storyboards te maken, of ze gebruiken speciale 3D storyboarding software, of een meer veelzijdig 3D programma dat ook kan worden gebruikt om elementen van de storyboards te maken.

## Branchespecifiek werk
Storyboard artists hebben verschillende doelen in verschillende industrieën.

### Reclame
In de reclame zijn er twee fasen van het storyboard. De eerste wordt het agency storyboard (reclamebureau) genoemd, waarin een kunstenaar wordt gevraagd een voorstelling te maken van hoe de uiteindelijke tv-commercial of spot eruit zal zien om de klant over te halen het gepitchte concept te kopen. Dit kan gebeuren op het moment dat het bureau de klant probeert binnen te halen of nadat de klant met het bureau in zee is gegaan. In beide gevallen is het belangrijk dat de storyboards voor de klant visualiseren wat de creatief directeur of de "creatives" van het bureau denken dat het product van de klant zal verkopen. Een storyboard artist kan ook gevraagd worden om verschillende versies van een campagne voor gedrukte advertenties visueel weer te geven. Agency storyboards worden meestal in kleur en detail gemaakt, of ze nu afkomstig zijn van foto's die in Photoshop of andere fotobewerkingssoftware zijn bewerkt, of van nul zijn getekend door een storyboard artist, of zelfs een combinatie van die twee waarbij een storyboard artist fotografische beelden en tekeningen combineert. Het aantal frames in een storyboard van een agency wordt meestal tot een minimum beperkt om snel het algemene creatieve idee aan de klant over te brengen zonder het risico te lopen dat hij verstrikt raakt in de details van hoe de commercial daadwerkelijk zou worden opgenomen. Vaak bestaat het agency board uit slechts één of twee "key frames".
Zodra de klant het agency board goedkeurt, wordt het verzonden naar potentiële commerciële productiebedrijven/regisseurs of fotografen die hun visie op de uiteindelijke commercial of printadvertentie geven. Met betrekking tot de commercial begint dan de tweede fase van het storyboard, het zogenaamde productie/shooting storyboard. Deze boards zijn een lineaire reeks frames die een specifieke opnamestijl, camerabeweging, montage, effecten, casting, locaties, garderobe, rekwisieten, productplaatsing, enz. kunnen uitdrukken die een regisseur voor ogen heeft. Het shooting board wordt meestal gemaakt zodra de opdracht is gegund aan een productiebedrijf/regisseur, op basis van hun behandeling van de pitch, maar kan soms gepaard gaan met deze items in een poging om de opdracht te winnen van het reclamebureau.
In tegenstelling tot de agency storyboards worden de shooting storyboards vaak gemaakt in zwart-wit en getekend in een veel snellere, lossere stijl. Indien van toepassing kan een regisseur/productiemaatschappij een shooting board maken van foto's, vaak met behulp van een voorgestelde locatie en stand-in talent.

### Live-action films
Bij live-action films wordt een storyboard artist ingehuurd aan het begin van een project. Wanneer een storyboard artist wordt ingehuurd door een filmmaatschappij, moet de tekenaar de scènes van het script opdelen in shots die gefilmd kunnen worden. Dit gebeurt onder toezicht van de regisseur van de film om de visie van de regisseur vanaf het begin van het project te waarborgen. Naarmate de productie vordert, worden de storyboards aan de cinematograaf voorgelegd, die dan verantwoordelijk is om die visie op het scherm te brengen.
Filmproductiemaatschappijen kunnen ook een storyboard artist inhuren om gepolijste storyboards in presentatiestijl te maken (eventueel met geluid) die door een uitvoerend producent kunnen worden gebruikt om het geld voor de film bijeen te brengen.

### Animatie
Bij animatie worden projecten vaak alleen op basis van storyboards gepitcht (een scenario wordt pas later geschreven), en storyboard artists blijven gedurende de productie werken aan de ontwikkeling van bepaalde sequenties. Nadat een sequentie is gemonteerd, kan het nodig zijn dat de regisseur en/of storyboard artist en het team de sequentie herwerken als blijkt dat er wijzigingen moeten worden aangebracht voor timing en verhaal.